# پیتر بنچلی
پیتر بنچلی (انگلیسی: Peter Benchley؛ ۸ مهٔ ۱۹۴۰ – ۱۱ فوریهٔ ۲۰۰۶) یک فیلم‌نامه‌نویس و رمان‌نویس اهل ایالات متحده آمریکا بود. وی بین سال‌های ۱۹۷۵ تا ۲۰۰۶ میلادی فعالیت می‌کرد.

## فیلم‌شناسی
- آرواره‌ها, ۱۹۷۵
- The Deep, ۱۹۷۷ film adaptation
- آرواره‌ها ۲, بر پایه شخصیت‌های آرواره‌ها
- The Island, ۱۹۸۰ film adaptation
- آرواره‌ها سه‌بعدی (a.k.a. Jaws 3), based on characters from Jaws
- آرواره‌ها: انتقام, a fourth film based on characters from Jaws
- Dolphin Cove, ۱۹۸۹ مجموعه تلویزیونی
- The Beast, ۱۹۹۶ television film adaptation
- Creature, ۱۹۹۸ television film adaptation
- آمازون, ۱۹۹۹ مجموعه تلویزیونی
- خانم پارکر و محفل شرور, ۱۹۹۴ (actor, as Frank Crowninshield)